# Feels Like We Only Go Backwards
«Feels Like We Only Go Backwards» —en español: «Parece que solo vamos hacia atrás»— es una canción de la banda australiana de rock psicodélico Tame Impala, lanzado en octubre de 2012. Music

## Video musical
El video musical fue dirigido por Becky Sloan y Joe Pelling. Criadores de la web serie Don't Hug Me I'm Scared.

## En la cultura popular
La canción fue utilizado en la promoción del programa de la televisión chilena de Vía X Moov.
La canción ha sido interpretada por varios artistas, incluyendo a Hungry Kids of Hungary y Arctic Monkeys en Triple J, Say Lou Lou y Foster the People.

## Plagio de reclamo
En 2014, Tame Impala fueron acusados de plagiar la canción de Pablo Ruiz «Océano» para el sencillo de Tame Impala «Feels Like We Only Go Backwards».  Pablo respondió diciendo que consultará a sus abogados sobre la posible acción legal, aunque los acusadores afirmaron más tarde que era una broma.

## Posicionamiento en listas
| Listas (2012-2024)                          | Mejor posición |
| ------------------------------------------- | -------------- |
| Bélgica (Flandes) (Ultratip Bubbling Under) | 67             |
| Estados Unidos (Alternative Airplay)        | 37             |